# آلمای
آلمای (انگلیسی: Almay) یک برند آمریکایی لوازم آرایشی متعلق به شرکت رولون است که محصولاتی را برای افراد دارای پوست حساس عرضه می‌کند.